# Tajvan japán megszállása (1616)
Tajvan 1616-os japán megszállását a Tokugava sógunátus utasítására indította Tōan Murajama, Nagaszaki elöljárója. Előtte néhány évvel Harunobu Arima végzett felderítést a sziget környékén 1609-ben és már akkor összetűzésbe került a helyi őslakossággal, akik sok emberét megölték. A japánok a 16. század vége óta érdeklődtek a sziget iránt és törekedtek ellenőrzésük alá vonni. Tojotomi Hidejosi a japán tengeri befolyás növelésével és Tajvan meghódításával külön beszerzési útvonalat akart Japánnak biztosítani a Kínából érkező selyem számára, amelyet addig a spanyol ellenőrzésű Maniláról vagy a portugál fennhatóságú Makaóról hoztak be a szigetországba. Részben ezért is zajlott a század végén a koreaiak és kínaiak elleni ún. Imdzsin-háború.
Murajama 13 hajóval és 4000 emberrel kelt útra Tajvannak. Egyik helyettes parancsnoka a fia volt. 1616. május 15-én hajóztak ki Nagaszakiból, de az inváziós kísérlet hamar kudarcba fulladt. Egy lecsapó tájfun szétszórta flottát, sőt a kínai befolyás alatt álló Rjúkjú-szigetek királya, Só Nei figyelmeztette a kínaiakat a Tokugavák szándékaira.
Egy japán hajó mégis elérte a szigetet és megkísérelte az inváziót, de a helyi kínai csapatok visszaverték. A hajó ezt követően egy folyammederben rekedt, legénysége pedig szeppukút követett el a fogság elkerülése érdekében. A flotta többi hajója meg se közelítette Tajvant, ehelyett a kínai partokon fosztogatott és visszatértek Japánba. Néhány hajó még egészen Vietnám partjaiig elsodródott és csak 1617. júliusában tértek haza.
A japánok legközelebb 1874-ben vezettek katonai expedíciót a szigetre, de annak a hadjáratnak az eredménye nem Tajvan, hanem épp a Rjúkjúi Királyság meghódítása lett végül. Tajvan csak az első kínai–japán háború (1894–1895) után került japán uralom alá, igaz akkor is csak egy közel félévig tartó hadjárat során sikerült ténylegesen birtokba venniük, majd egészen 1945-ig uralták.